# Hermann Moser (Maler, 1935)
Hermann Moser (* 24. August 1935 in Knechtenhofen, Gemeinde Thalkirchdorf; † 6. Januar 2021 in Kaufbeuren) war ein deutscher Maler.

## Künstlerische Laufbahn
Hermann Moser erlernte von 1950 bis 1953 den Beruf des Malers, legte seine Meisterprüfung ab und studierte von 1958 bis 1963 an der Akademie der Bildenden Künste Nürnberg bei Professor Fritz Griebel und nahm Kurse bei Johannes Itten. Ab 1958 arbeitete er bei Keramik Kuch in Burgthann. An der Staatlichen Berufsfachschule in Neugablonz lehrte er von 1964 bis 1994 Schrift und Gestaltung. Mehrfach arbeitete er seit 1984 bei der Richard Seewald Stiftung in Ronco, Schweiz.
Er starb 85-jährig 2021 in Kaufbeuren.

## Künstlerischer Stil
Hermann Moser schuf Keramikbilder, Aquarelle, Monotypien und Acrylbilder. Seine Arbeiten waren in vielen Einzel- und Gruppenausstellungen regional und überregional zu sehen.
Die Collatypie, bei welcher ausgesucht Papierversatzstücke zu einem Einmaldruck zusammengefügt werden, ist eine von ihm erfundene Technik. Die Motive werden dann mit Farbe oder Bleistift zu phantastischen Kompositionen weiterentwickelt.

## Ausstellungsbeteiligungen
- Die Südliche[2] (2011)

## Auszeichnungen
- Kunstpreis der Oberallgäuer Kunstausstellung (1985)
- Kunst- und Kulturpreis der Stadt Kaufbeuren (1989)